# Trastorn de l'equilibri
Un trastorn de l'equilibri és una alteració que fa que un individu se sent insegur, per exemple quan està dempeus o camina. Pot anar acompanyat de sensació de vertigen, mareig, o sensació de moviment, gir o flotació. L'equilibri és el resultat del treball conjunt de diversos sistemes corporals: el sistema visual (ulls), el sistema vestibular (orelles) i la propiocepció (sensació del cos d'on es troba a l'espai). La degeneració o la pèrdua de funció en qualsevol d'aquests sistemes poden provocar dèficits d'equilibri.